# Driedaagse van West-Vlaanderen 2011
De Driedaagse van West-Vlaanderen 2011 was de 12e editie van deze wielerwedstrijd die sinds 1999 als meerdaagse koers wordt verreden in de Belgische provincie West-Vlaanderen. Deze wedstrijd maakte deel uit van de UCI Europe Tour 2011. Ze werd gewonnen door Jesse Sergent.

## Etappe-overzicht
| Etappe    | Datum   | Start       | Finish      | afstand     | Winnaar        | Ploeg              | Leider        |
| --------- | ------- | ----------- | ----------- | ----------- | -------------- | ------------------ | ------------- |
| Proloog   | 4 maart | Middelkerke | Middelkerke | 7,0 km (IT) | Jesse Sergent  | Team Radioshack    | Jesse Sergent |
| 1e etappe | 5 maart | Brugge      | Bellegem    | 174,9 km    | John Degenkolb | Team HTC-High Road | Jesse Sergent |
| 2e etappe | 6 maart | Nieuwpoort  | Ichtegem    | 195,5 km    | Niko Eeckhout  | An Post-Sean Kelly | Jesse Sergent |

## Etappe-uitslagen

### Proloog
| Middelkerke (7 km) |                    |                    |       |
| Plaats             | Naam               | Ploeg              | Tijd  |
| Winnaar            | Jesse Sergent      | Team Radioshack    | 8'14" |
| 2                  | Sébastien Rosseler | Team Radioshack    | +10"  |
| 3                  | Sam Bewley         | Team RadioShack    | z.t.  |
| 4                  | Svein Tuft         | Team Spidertech    | z.t.  |
| 5                  | Michał Kwiatkowski | Team Radioshack    | +11"  |
| 6                  | Patrick Gretsch    | Team HTC-High Road | z.t.  |
| 7                  | Nelson Oliveira    | Team Radioshack    | +15"  |
| 8                  | Jimmy Engoulvent   | Saur-Sojasun       | +19"  |
| 9                  | Robert Wagner      | Team Leopard-Trek  | +20"  |
| 10                 | Roger Kluge        | Skil-Shimano       | +21"  |

### 1e etappe
| Brugge – Bellegem (174,9 km) |                     |                         |          |
| Plaats                       | Naam                | Ploeg                   | Tijd     |
| Winnaar                      | John Degenkolb      | Team HTC-High Road      | 3u53'24" |
| 2                            | Robert Wagner       | Team Leopard-Trek       | z.t.     |
| 3                            | Jens Keukeleire     | Cofidis                 | z.t.     |
| 4                            | Maxime Vantomme     | Katusha                 | z.t.     |
| 5                            | Aleksandr Porsev    | Katusha                 | z.t.     |
| 6                            | Jawhen Hoetarovitsj | FDJ                     | z.t.     |
| 7                            | Francesco Chicchi   | Quick Step Cycling Team | z.t.     |
| 8                            | Pim Ligthart        | Vacansoleil-DCM         | z.t.     |
| 9                            | Michał Kwiatkowski  | Team RadioShack         | z.t.     |
| 10                           | Leonardo Duque      | Cofidis                 | z.t.     |

### 2e etappe
| Nieuwpoort – Ichtegem (195,5 km) |                    |                              |          |
| Plaats                           | Naam               | Ploeg                        | Tijd     |
| Winnaar                          | Niko Eeckhout      | An Post-Sean Kelly           | 4u31'24" |
| 2                                | Jimmy Casper       | Saur-Sojasun                 | z.t.     |
| 3                                | Dominique Rollin   | FDJ                          | z.t.     |
| 4                                | Bert De Backer     | Skil-Shimano                 | z.t.     |
| 5                                | Sébastien Chavanel | Team Europcar                | z.t.     |
| 6                                | Klaas Lodewyck     | Omega Pharma-Lotto           | z.t.     |
| 7                                | Jarl Salomein      | Topsport Vlaanderen-Mercator | z.t.     |
| 8                                | Michał Kwiatkowski | Team RadioShack              | z.t.     |
| 9                                | Matthieu Ladagnous | FDJ                          | z.t.     |
| 10                               | Yukiya Arashiro    | Team Europcar                | z.t.     |

## Eindklassement
| Plaats    | Naam               | Ploeg              | Tijd     |
| --------- | ------------------ | ------------------ | -------- |
| Gele trui | Jesse Sergent      | Team RadioShack    | 8u33'02" |
| 2         | Sébastien Rosseler | Team RadioShack    | +10"     |
| 3         | Michał Kwiatkowski | Team RadioShack    | z.t.     |
| 4         | Dominique Rollin   | FDJ                | +15"     |
| 5         | Matthieu Ladagnous | FDJ                | +18"     |
| 6         | Jens Mouris        | Vacansoleil-DCM    | +19"     |
| 7         | Jimmy Engoulvent   | Saur-Sojasun       | +20"     |
| 8         | Niko Eeckhout      | An Post-Sean Kelly | +24"     |
| 9         | Sébastien Chavanel | Team Europcar      | +33"     |
| 10        | Klaas Lodewyck     | Omega Pharma-Lotto | +40"     |

<< ·
2004 · 
2005 ·
2006 · 2007 · 2008 · 2009 · 2010 · 2011 · 2012 · 2013 · 2014 · 2015 · 2016 · 
2017 · 2018